# Иллиризм
Иллири́зм (хорв. Ilirski pokret, словен. Ilirsko gibanje) — культурно-политическое движение южных славян, возникшее в 1830—40-х годах в Хорватии и Славонии и оказавшее влияние также на общественную жизнь других южнославянских областей.

## История
Иллиризм как общественное движение возник и прогрессировал в условиях усиленного экономического развития Хорватии в 1-й половине XIX века, входившей тогда в состав Австрийской империи, и формирования хорватской нации. В нём принимали участие самые различные общественные слои: католическое духовенство, студенчество, среднее и мелкое дворянство, славянская торгово-промышленная буржуазия, хорватское офицерство, интеллигенция. Оказывали поддержку также высшее католическое духовенство Хорватии и часть аристократии Хорватии и Славонии. Руководство движением осуществлялось либерально настроенным дворянством и интеллигенцией.
Организованная национальная борьба началась в Хорватии и Славонии в 1835 году, когда Людевит Гай выпустил в свет первую политическую газету на хорватском языке «Novine horvatske» c литературным приложением «Danica Horvatska, Slavonska i Dalmatinska» (с 1836 года — «Ilirske narodne novine» и «Danica Ilirska»). Представители «иллиризма» открыли в Хорватии и Славонии славянскую типографию (с 1837 года), в нескольких городах организовали читальни, на основе читальни в Загребе открыли фонд «Матица Илирска», сыгравший большую роль в становлении хорватского книгоиздания; создали в 1841 году Экономическое общество; основали Национальный музей; добились открытия при Загребской академии кафедры хорватского языка и литературы (1845). Культурно-просветительская работа сторонников «иллиризма» имела огромное значение для развития национального сознания хорватского народа. Они также признавали необходимость единения сил славянства, укрепления славянской солидарности.
С начала 1840-х годов усиливается политический аспект «иллиризма», хотя продолжается и культурно-идеологическая деятельность. В движении наметились два направления. Консервативное крыло, возглавляемое графом Янко Драшковичем, видело будущее Хорватии в составе империи Габсбургов, однако признавало необходимость проведения различных реформ. Левое, либеральное крыло, которое возглавляли Людевит Гай, Иван Кукулевич-Сакцинский, Вукотинович и другие, добивалось автономии Хорватии и Славонии внутри Венгерского королевства. Они требовали сделать хорватский язык официальным, стремились к политическому воссоединению хорватских земель — Хорватии, Славонии, Военной границы, Далмации. Гай и его ближайшие сторонники обсуждали планы создания независимого югославянского государства, вне Австрийской империи, но в конкретную политическую программу эти планы не вылились. Либералы выступали также за отмену барщины и за ряд других экономических реформ. Незадолго до 1848 года среди иллиристов начало образовываться и третье, демократическое течение, возглавляемое адвокатом С.Врбанчичем.
В начале 1840-х годов «иллиристы» также вступают в политическую борьбу. В Хорватии и Славонии в 1841 году появилась провенгерская, «мадьяронская» организация под названием «Хорвато-венгерская партия», выступавшая против югославянского объединения и за тесный союз Хорватии и Славонии с Венгрией. Противостояние между иллиристами и мадьяронами доходило до уличных схваток и столкновений. Австрийский двор поначалу оказывал «иллиризму» содействие, надеясь с его помощью ослабить венгерскую оппозицию и усилить свои позиции среди балканских славян. Однако в 1843 году, опасаясь усиления хорвато-венгерских противоречий, грозивших политическим кризисом, и сближения южных славян в империи, правительство предприняло против «иллиристов» ряд ограничительных мер.
В других южнославянских землях «иллиризм» встретил слабую поддержку, в первую очередь в связи с развитием в них собственных национальных движений за свой язык и культуру. Свою роль сыграла и претендующая на руководящее положение позиция общественной верхушки Хорватии.
В 1848 году начался новый этап освободительного движения в Хорватии и Славонии под лозунгами политического объединения австрийских югославян в автономию в рамках империи. Но некоторые деятели продолжали отстаивать идеи «Великой Иллирии», правда в более узких рамках. Победа контрреволюции в Австрийской империи положила конец хорватскому национально-освободительному движению на этом этапе.

## Теоретические положения
Основной идеей «иллиристов» была мысль о «Великой Иллирии», которая, по представлению хорватских национальных деятелей, занимала все югославянские и некоторые неславянские территории. Рассматривая их население как один народ, произошедший от коренного населения Древней Иллирии — иллирийцев, идеологи «иллиризма» говорили о литературно-языковом объединении южных славян, считая это основой для будущего их политического единства. Идеи «Великой Иллирии» говорили о том, что в среде южнославянской элиты на тот период уже сформировалось сознание языковой и культурной близости этих народов. С другой стороны, идеи «иллиризма» объективно служили сплочению балканских славян вокруг империи Габсбургов.
В 1835 году Людевит Гай сформулировал ближайшие задачи иллирийского движения. Вначале это было развитие хорватской национальной культуры и языка, которые идеологи «иллиризма» представляли общими для всех южных славян. Осуществление этих задач «иллиристы» начали с создания новой хорватской орфографии. Большой заслугой их было создание хорватского литературного языка (на основе штокавского диалекта).